# Школа изящных искусств Сент-Луиса
Школа изящных искусств Сент-Луиса (англ. St. Louis School of Fine Arts) — художественная школа в Сент-Луисе, штат Миссури.

## История
Была основана в 1879 году как Школа и музей изящных искусств Сент-Луиса (Saint Louis School and Museum of Fine Arts) как часть Вашингтонского университета в Сент-Луисе, и с тех пор предлагает образование в области изобразительного искусства и скульптуры.

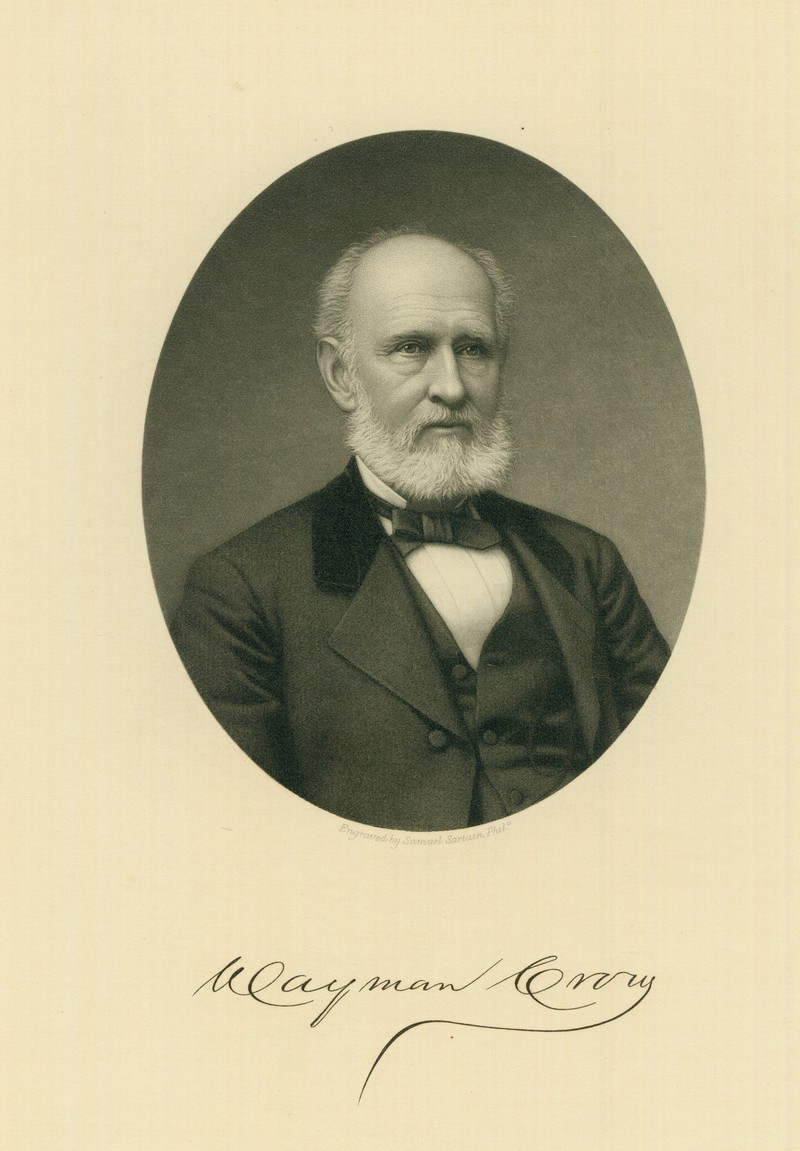
Уэйман Кроу

Специально построенное для школы архитектурной фирмой Peabody and Stearns здание стояло в центре Сент-Луиса на площади Lucas Place. Оно было построено на деньги благотворителя Уэймана Кроу — одного из основателей Вашингтонского университета в Сент-Луисе, который решил построить это здание в память о своем умершем сыне Уэймане Кроу-младшем.
Примерно через 25 лет работы, в 1909 году, юридический конфликт по поводу финансирования разделил Школу и музей изящных искусств Сент-Луиса на две части: собственно художественную школу и её коллекцию произведений искусства, которая осталась частью Университета Вашингтона и впоследствии отделившийся от него в самостоятельный Сент-Луисский художественный музей.
Затем художественная школа переехала в университетский кампус — в Биксби-холл, названный в честь благотворителя Уильяма Биксби. С последующими изменением названия и местоположения в кампусе она продолжал работать до 2006 года, когда была включена в школу Sam Fox School of Design & Visual Arts, которая охватывает учебную программу для студентов, аспирантуру и бакалавриат школы архитектуры и искусства Университета Вашингтона, а также коллекцию в музее Mildred Lane Kemper Art Museum.